# Кирику и вештица
Кирику и вештица (фр. Kirikou et la Sorcière; познат и као Кирику против вештице) је француски дугометражни цртани филм из 1998. године.
У Србији је имао премијеру 17. децембра 2000. у Сава-центру. Филм је синхронизован на српски језик, а та синхронизација је уједно прва српска званична биоскопска синхронизација. Глумачка постава се састоји од најзвучнијих имена српског глумишта.
У Србији је објављен на видео касети 2001. године и на ДВД-у 2005. године, у издању фирме „Метро филм“.

## Опис
У малом селу, негде у западној Африци, рођен је дечак по имену Кирику. Али он није обичан дечак, он може да говори и хода одмах након рођења, а такође поседује мудрост и одлучност. Мајка му је рекла да је зла вештица исушила све изворе, укинула пролеће и појела све мушкарце из села осим једног. Отуда мали Кирику одлучи да прати последњег ратника, његовог ујака, у посети чаробници. Кирику успева да превари врачару и спашава свог ујака. Такође, спашава децу са вештичјег брода. Након тога, он спаљује чудовиште које је пило сву сеоску воду. Потом одлази код свог мудрог старог деде да га пита о врачари, и суочава се са многим препрекама на путу. Деда сматра да је добро то што Кирику стално поставља питања и одговара му да је она зла јер пати зато што има отровани трн у леђима који јој је забио неки зли човек. Кирику успева да превари чаробницу и уклони јој трн, а злато јој узима и враћа га правим власницима. Чаробница бива излечена. Пољубивши Кирикуа, он, у моменту, постаје одрасла особа. Између њих се рађа љубав. Када су стигли у село, нико није веровао да је вештица излечена. Поверовали су Кирикуу тек након што су се вратили у село они које је вештица наводно појела. Испоставило се да их чаробница Караба није јела већ их је претварала у предмете. Пошто је извађен трн, бачена магија је нестала и они су се вратили у село прослављајући свог спаситеља, Кирикуа.

## Улоге
| Улога           | Име глумца                                         |
| --------------- | -------------------------------------------------- |
| Кирику          | Матеа Ристовић                                     |
| Старац          | Драган Николић                                     |
| Ујак            | Сергеј Трифуновић                                  |
| Мајка           | Љиљана Благојевић                                  |
| Караба          | Весна Тривалић                                     |
| Кирику (младић) | Војин Ћетковић                                     |
| Мудрац          | Љуба Тадић                                         |
| Фетиш #1        | Аљоша Вучковић                                     |
| Фетиш #2        | Младен Андрејевић                                  |
| Мршава          | Дубравка Мијатовић                                 |
| Дебела          | Тања Бијелић                                       |
| Причалица       | Катарина Жутић                                     |
| Деца            | Глумци школе глуме Мирослава Мике Алексића         |
| Додатни гласови | Ивана Гаварић Валентина Миливојевић Јована Бијелић |
| Песме           | Жељко Јоксимовић Ивана Ћосић Синиша Петровић       |

## Продукција синхронизације
| Улога                         | Име глумца            |
| ----------------------------- | --------------------- |
| Редитељка                     | Олга Брајовић         |
| Продуцент                     | Милутин Ранђеловић    |
| Извршни продуцент             | Томо Бабовић          |
| Обрада звука                  | Душан Петровић        |
| Кастинг и постпродукција      | Александар Гавриловић |
| Студио за снимање и микс      | Студио „Шибица“       |
| Видео студио и постпродукција | АВЦ                   |